# Makīs Dendrinos
Makīs Dendrinos (in greco Μάκης Δενδρινός?; 27 maggio 1950 – 20 ottobre 2015) è stato un cestista e allenatore di pallacanestro greco.

## Carriera

### Giocatore
Dendrinos ha militato a lungo nel Paniōnios, tra la fine degli anni sesstanta e gli anni ottanta. Con la Grecia ha giocato nel biennio 1977-1978, collezionando 7 presenze e 13 punti complessivi.

### Allenatore
Ha allenato la Grecia dal 1994 al 1996; in precedenza aveva ricoperto l'incarico di vice allenatore. Nel corso della sua carriera ha allenato lo Sporting Atene, l'Apollon Patrasso, il Pagrati Atene, il Dafni Atene, Olympiakos, Īraklīs Salonicco, Paniōnios.